# 马家军
马家军，是曾經实际控制中国甘肃、宁夏、青海等地的馬姓回族穆斯林军阀。其下分有三支，分別為馬占鰲系的甘肃马家军（甘马）、马千龄系的宁夏马家军（宁马）、馬海晏系的青海马家军（青马）。
民國軍閥割據時，马家军的主要人物包括甘马的马安良、馬廷賢，青马的马步青、马步芳、马仲英，宁马的马鸿逵、马鸿宾等人。其中马步芳、马鸿逵和马鸿宾，合称为「西北三马」，又與马步青、马仲英稱「西北五马」。
马家军主要人物多为回族，信奉伊斯兰教。民国后，汉族逐渐进入马家军政治军事圈子。马家军后来不但士兵有相当部分是汉民，许多高级职务也由汉人担任，如青马国民革命军第八十二军副军长赵遂，骑兵第五军副军长郭全梁，宁马国民革命军第一二八军军长卢忠良等。
不论是在北洋政府还是之後的国民政府，馬家軍均能在承认中央政府的前提下保持自己在西北地區的治理權力。馬家軍同时也消滅试图损害其統治地位的其他势力，如中國共產黨的中国工农红军西路军，或抗战期間的日本軍及日本在華傀儡政府。

## 歷史

### 清朝
马家军源于清末爆发的同治陝甘回變。1863年（同治三年），受陕西、宁夏回民事變影响，甘肃河州莫尼沟大阿訇馬占鰲起兵反清。1872年，马占鳌力排众议，在馬海晏、马千龄的支持下，挟胜而求抚，军隊被清廷收编，重要人物受封官爵。此事件奠定了河州诸马崛起的基础。
在民国以前，河州诸马军事力量仍延续马占鳌降清时的格局，即以甘肅的马占鳌子系为首，辖制青海的马海宴子系和寧夏的马千龄子系。诸马先隶属于董福祥的甘军系统，后独立一系。

### 民國
1930年春，時任甘肅省政府主席孫連仲率部東開，安排馬鴻賓代理甘肅省政府主席（不久真除），馬氏未到蘭州以前，暫由民政廳廳長王貞代行其職務。同時升任馬麟為甘肅保安總司令，進駐蘭州，與雷中田等共同維持防務。
西北軍原已消滅以上各甘肅地方武力，此時死灰復燃，或叛或撫，自求生存。並各自稱總司令。總括來說，上述各部兵力雖然多寡不一，但其共同之點則是兵多槍少，彈藥缺乏，重武器更談不到。
馬麒就任青海省政府主席，所部整編為國民革命軍第二集團軍暫編第二十三師，擔任青海防務。馬鴻賓就任寧夏省政府主席（馬氏調代甘肅省政府主席，未到職），所部整編為國民革命軍第二集團軍暫編第二十二師，擔任寧夏防務。
1933年冬，國民政府主席蒋中正任命孙殿英为青海屯垦督办，令其率领所部四十一军，进宁夏。马鸿逵、马鸿宾、马步芳、马步青等恐被各个击破，地盘难保，乃联合拒孙，史称四馬拒孫之役。四马联军约5万余人，孙殿英兵力约7万人。经过4个月激战，以孙殿英惨遭毁灭性打击而告终。
1936年10月，中共决议西路军2万人自陕北出发，西渡黄河欲占领甘肃和宁夏，控制陕甘宁同河西走廊，以打通连接苏联的陆地生命线。历经多次激战，西路军最终在次年被马家军击溃。
1949年，馬家軍於國共內戰中戰敗，马鸿宾向解放军投降，马步芳與马鸿逵則追随中华民国政府轉進台灣，而後分别辗转至沙特阿拉伯和美国终老他乡。

## 引用
1. ↑  鄭國良.  (PDF).  (碩士论文). 國立政治大學歷史學系.   [2020-11-29]. （原始内容存档于2020-07-02）.
2. ↑  王禹廷（1989年），第15页，蘭州及附近各縣，由雷中田師及高振警備旅分別駐守，此乃西北軍僅留的控置地區。
3. 1 2  王禹廷 (1989)，第15-16頁。另於平涼、天水、隴西三處，各設立一個警備司令，率領少數部隊，維持地方治安，但因兵力薄弱，不久即被新興的地方武力消滅。此外又收編地方民軍陳珪璋為甘肅第一路警備司令，駐防隴東地區，以平涼為首府。魯大昌為甘肅第二路警備司令，駐防隴西南地區，以岷縣為首府。還有未被收編的馬廷賢部，自行佔據隴南天水及其附近各縣。黃得貴部佔據隴東北固原、海原等縣。
4. ↑  王禹廷（1989年），第15－16页，嗣因中原大戰，馮（玉祥）失利，他們看風轉舵，大張旗鼓，以響應中央，討逆反馮（玉祥）相號召，招兵買馬，從事擴張。
5. ↑  王禹廷（1989年），第16页，甘肅討逆軍隴東路總司令陳珪璋，所部一萬五千人左右，編為五個混成旅。甘肅討逆軍隴西路總司令魯大昌，所部一萬人左右，編為三個混成旅。甘肅討逆軍隴南路總司令馬廷賢，所部六、七千人，編制不詳。……甘肅討逆軍隴北路總司令黃得貴，所部二、三千人，編為一個旅。
6. ↑  王禹廷（1989年），第16页，只是割地稱雄，為禍地方。
7. ↑  王禹廷（1989年），第16页，馬麒所部，原為第二集團軍暫編第四旅，駐防甘肅西部河西走廊各地，此時擴編為甘肅陸軍騎兵第一師，防區依舊。